# Albizia julibrissin
Cây hợp hoan (tên khoa học:  Albizia julibrissin) là một loài thực vật có hoa trong họ Đậu. Loài này được Durazz. miêu tả khoa học đầu tiên.

## Hình ảnh

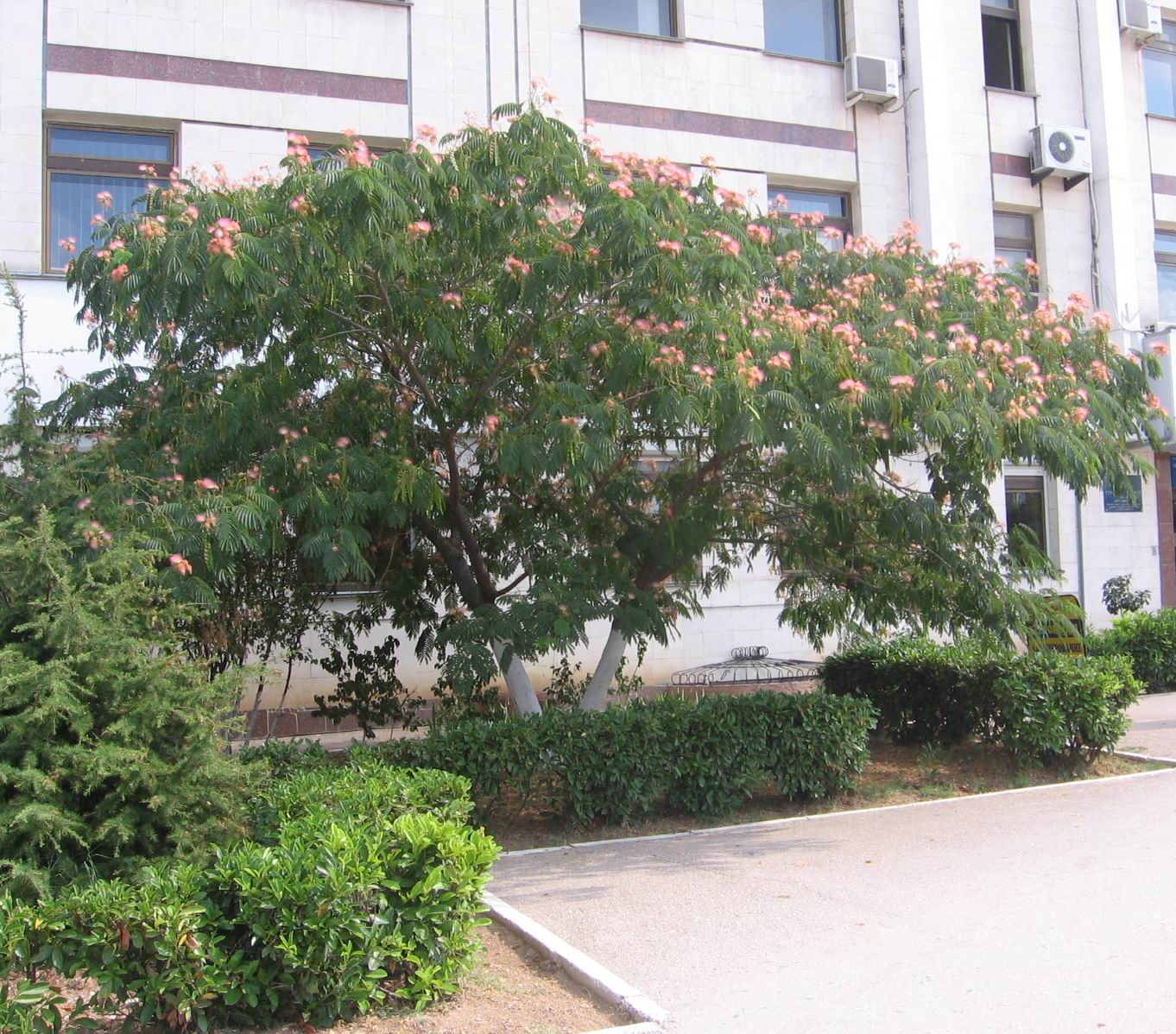
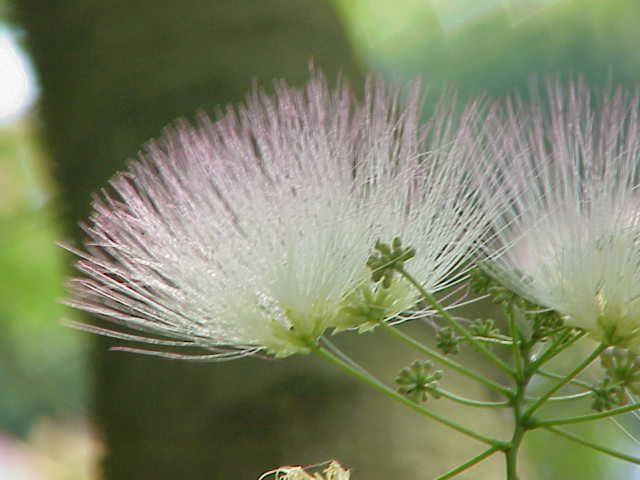
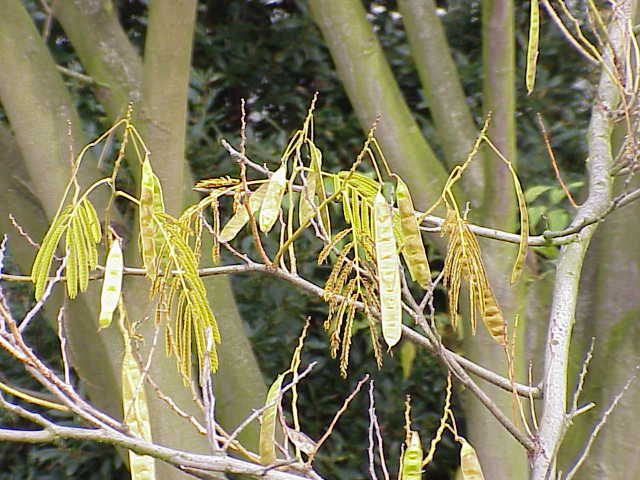
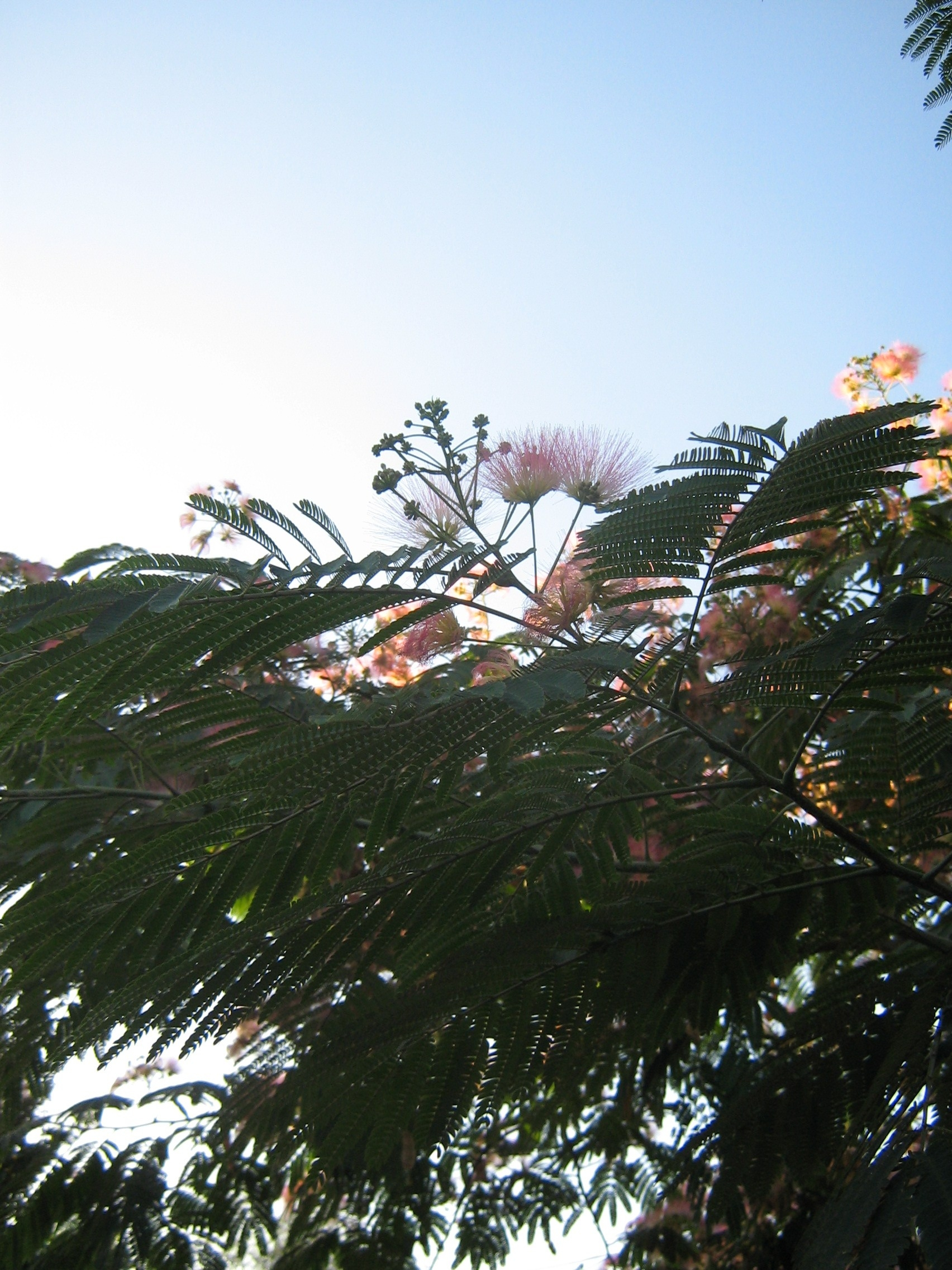
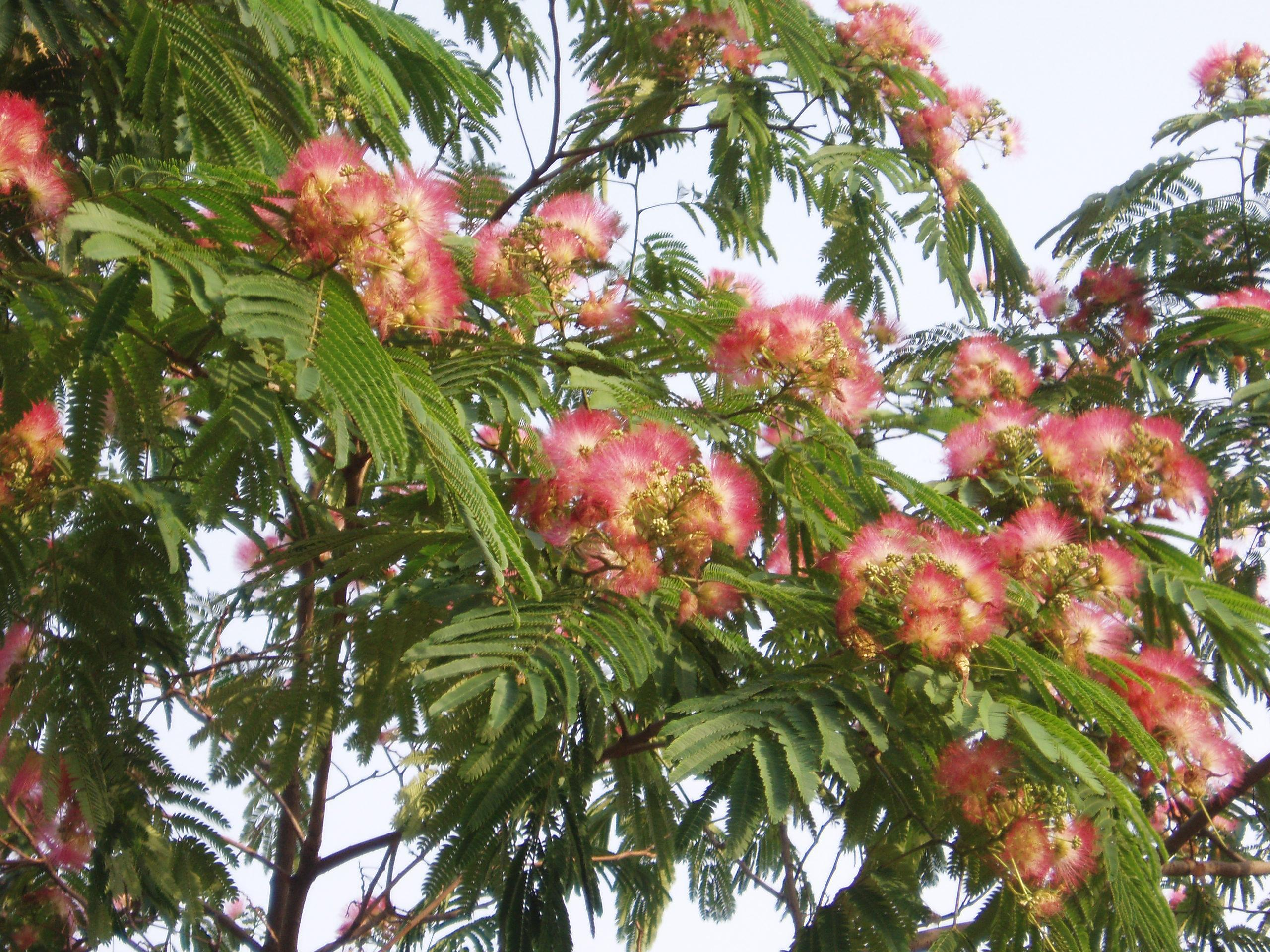
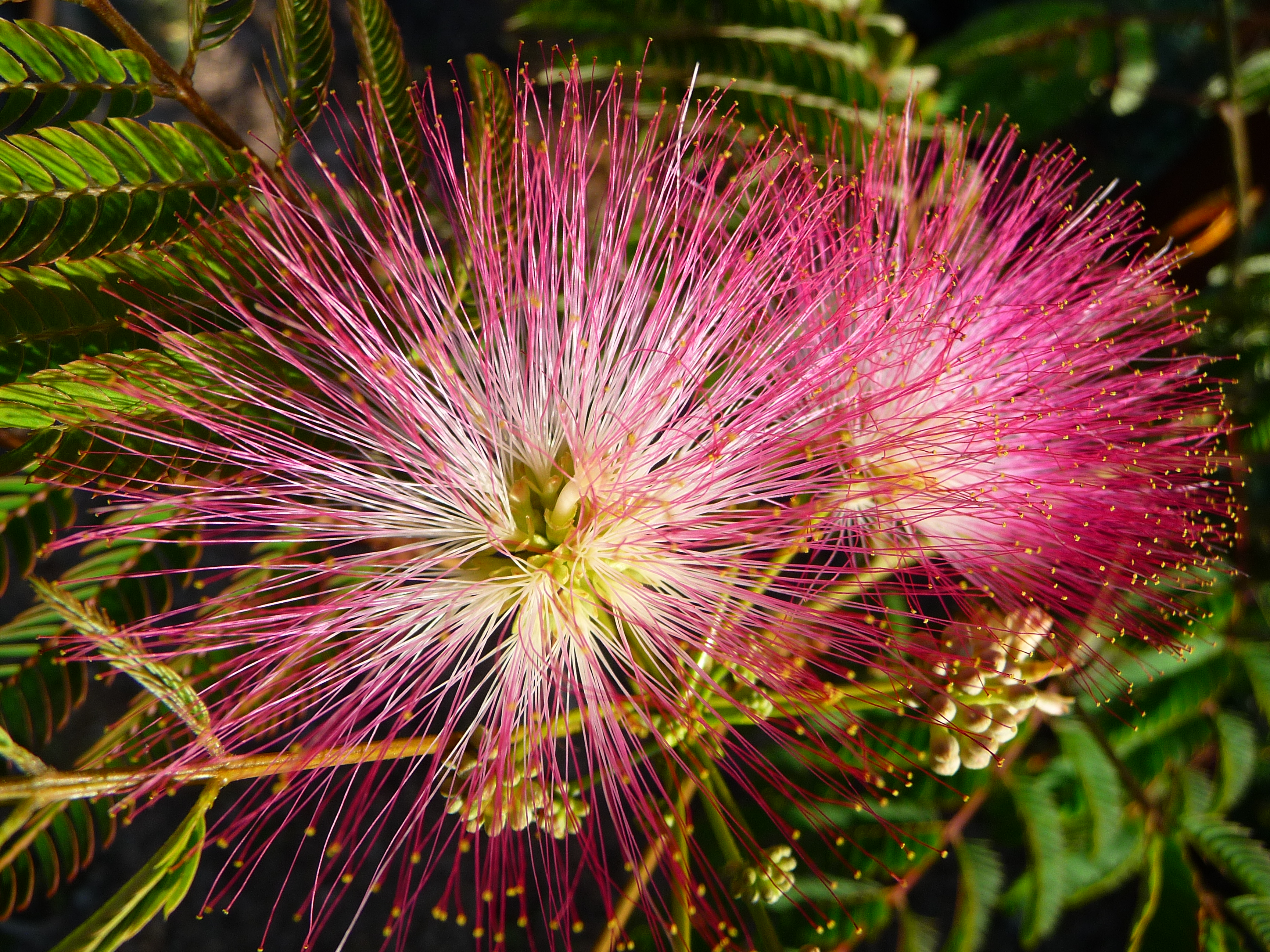